# Catedral de Breslau

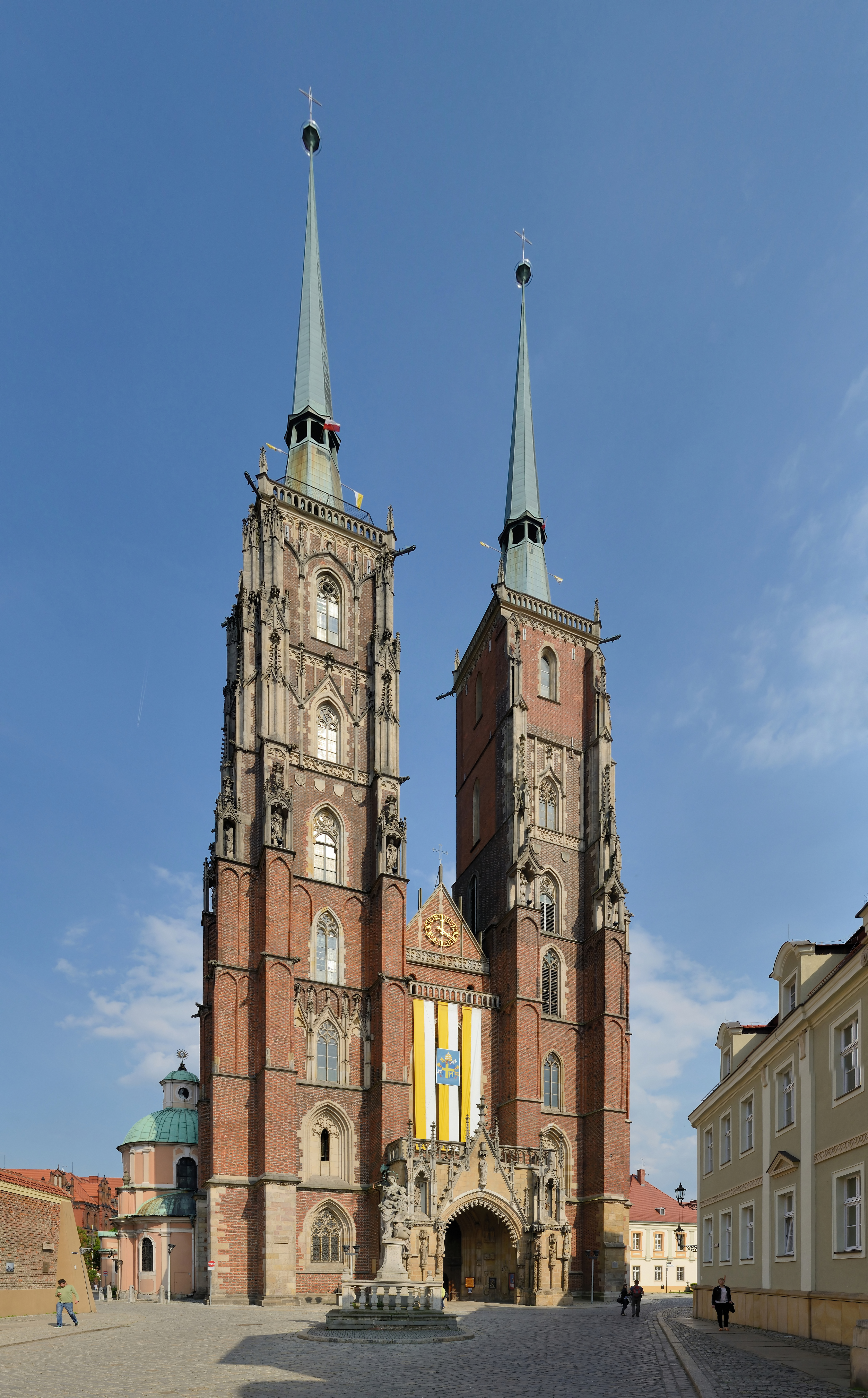
Catedral de Wrocław

La Catedral de Sant Joan Baptista a Breslau (Wrocław), (en polonès: Archikatedra św. Jana Chrzciciela, en alemany: Breslauer Dom, Kathedrale St. Johannes des Täufers), és la seu de l'arxidiòcesi de Breslau, i un dels edificis més emblemàtics de la ciutat. La catedral, situada al districte d'Ostrów Tumski, és una església gòtica amb afegits neogòtics. L'actual catedral és la quarta església que ha estat construïda en aquest emplaçament.
Els seus orígens es remunten al segle x, tot i que les harmonioses formes gòtiques actuals daten del segle xiii. La catedral va ser acabada el 1272. L'edifici va ser en gran part destruït el 1945 però gràcies als treballs de reconstrucció ha recuperat la seva antiga esplendor.